# Haloragis dura
Haloragis dura es una especie de planta floral perteneciente al género Haloragis, de la familia Haloragaceae, orden Saxifragales. Crece en el bioma desértico y de matorrales secos.
Fue descrita por el botánico australiano Anthony Edward Orchard. La especie es válida y aceptada y aparece registrada en una sección de la publicación Nuytsia 2: 127 de 1977.

## Distribución
Se distribuye por Australia Occidental, en las ciudades de Norseman y Widgiemooltha.